# Diane Cook (fotógrafa)
Diane Cook (nascida em 1954) é uma fotógrafa americana.
Cook frequentemente colaborou com o seu parceiro Len Jenshel. Em 2017 eles lançaram o álbum de fotos em co-autoria Wise Trees.
O seu trabalho está incluído na colecção do Museu de Belas Artes de Houston, e no Museu de Arte do Condado de Los Angeles.